# Beaumont (Essex)
Beaumont – wieś w Anglii, w Esseksie. Beaumont jest wspomniana w Domesday Book (1086) jako Fulepet.